# Pachycarpus rigidus
Pachycarpus rigidus är en oleanderväxtart som beskrevs av Ernst Meyer. Pachycarpus rigidus ingår i släktet Pachycarpus och familjen oleanderväxter. Inga underarter finns listade i Catalogue of Life.